# No More Wings
No More Wings ist ein Kurzfilm von Abraham Adeyemi, der, nachdem er im Dezember 2019 in ausgewählten Kinos im Vereinigten Königreich gezeigt und ab 15. April 2020 Teilnehmern des Tribeca Film Festivals online zur Verfügung gestellt wurde, ab Ende Mai 2020 im Rahmen des We Are One: A Global Film Festival vorgestellt wurde.

## Handlung
Isaac und Jude sind bereits ihr ganzes Leben Freunde. Die beiden treffen sich möglicherweise zum letzten Mal in einem Ausgehviertel in London und reden beim Hähnchenessen über ihr Leben.

## Produktion
Regie führte Abraham Adeyemi. Nach zwei Kurzfilmen als Drehbuchautor handelt es sich bei No More Wings um das Regiedebüt des Briten nigerianischer Abstammung.
Die Dreharbeiten fanden im Marley's in der Londoner New Kent Road statt.
Der Film wurde im Dezember 2019 in ausgewählten Kinos im Vereinigten Königreich gezeigt und ab 15. April 2020 Teilnehmern des Tribeca Film Festivals online zur Verfügung gestellt. Ab 30. Mai 2020 wurde der Film im Rahmen des We Are One: A Global Film Festival vorgestellt und feierte hier seine offizielle Weltpremiere.

## Auszeichnungen
Tribeca Film Festival 2020
- Auszeichnung als Best Narrative Short (Abraham Adeyemi)[2]